# Нікколо III далле Карчері
Нікколо III (італ. Niccolò III dalle Carceri; бл. 1358 — 1383) — 9-й герцог Наксоський (Архіпелагу) в 1371—1383 роках (як Нікколо III), триарх центрального Негропонте в 1371—1383 роках (як Нікколо I).

## Життєпис
Походив зі впливового веронського шляхетського роду далле Карчері. Син Джованні, триарха Негропонте (центральної частини), та Флоренци Санудо. Народився близько 1358 року. Наступного року помирає його батько, й Нікколо номінально стає триархом, а фактично керувала його мати та батьківські родичі.
1362 року мати Нікколо успадкувала герцогство Архіпелагу. 1364 року мати вийшла заміж за Нікколо Санудо, який 1371 року став регентом після смерті Флоренци, а сам Нікколо далле Карчері був оголошений герцогом.
1374 року після смерті вітчима став самостійно панувати. Він майже весь час жив в своїх евбейських володіннях, призначивши регентом Наксоса Джанулі Гоццадіні. 1380 року за допомоги Наваррської компанії (загону найманців) планував захопити усю сеньйорію Негропонте.
У березні 1383 року, коли Нікколо III знаходився на Наксосі, венеційці прислали до нього Франческо Кріспо, сеньйора Мілоса. Під час полювання герцога було вбито Кріспо та його вояками. Усім іншим оголошено, що Нікколо III загинув у сутичці з бандитами. Оскільки Франческо був одружений зі двоюрідною сестрою загиблого, то він зміг допомогти визнання себе новим герцогом Наксосу. Натомість венеційці захопили центральний Негропонте, таким чином поєднавши його з північною триархією, яка перебувала під їх владою з 1365 року. В наступні роки венеційський сенат призначав номінальних триархів як синекуру своїм чиновникам або аристократам.

## Родина
Дружина — Петроніла, донька Леонардо I Токко, пфальцграфа Кефалонії та Закінфу.
дітей не було
- 1 бастард